# Batis soror
Bátis-pririt ou bátis-de-peito-creme (Batis pririt) é uma espécie de ave da família Platysteiridae.
Pode ser encontrada nos seguintes países: Quénia, Malawi, Moçambique, Tanzânia e Zimbabwe.
Os seus habitats naturais são: regiões subtropicais ou tropicais húmidas de alta altitude e savanas áridas.